# Santiago Rubio Munt
Santiago Rubio Munt (Manresa, 1946 - Madrid, 2008) ha sido uno de los más importantes ingenieros de tráfico 
españoles.

## Carrera profesional
Doctor Ingeniero titulado por la Escuela Técnica Superior de Ingeniería de Caminos, Canales y Puertos de la Universidad Politécnica de Madrid, comenzó su actividad profesional en el Ministerio de Obras Públicas.
Trabajando en empresas de estudios de infraestructuras, participó en los proyectos de algunas de las autopistas del norte del país.
Entre 1981 y 2008 trabajó en el Ayuntamiento de Madrid, en donde puso en práctica sus conocimientos sobre tráfico, e impulsó enormemente, junto a Sebastian de la Rica, los grandes proyectos y avances en gestión del tráfico urbano, con proyectos pioneros en nuestro país en cuanto a regulación centralizada, proyecto RECTA, microrregulación, planificación, diseño de intersecciones,...
Fundador de la Asociación de Ingenieros de Tráfico (enlace roto disponible en Internet Archive; véase el historial, la primera versión y la última)., en los últimos años apostó fuertemente por la potenciación y despliegue progresivo de los Sistemas Inteligentes de Transporte (ITS).  En este sentido tuvo una colaboración muy activa con ITS España.
En el terreno del diseño de intersecciones viales realizó una importante labor tanto profesional como académica. Es por ello, que en el año 2009, un año después de su fallecimiento, la Asociación de Ingenieros de Tráfico presentó el I Premio "Santiago Rubio Munt" al Diseño de Intersecciones. 
En el año 2010 recibió la Medalla de la Asociación Española de la Carretera   a título póstumo por la importante labor llevada a cabo en los más de treinta años de profesión.
En el año 2011, la Dirección General de Tráfico le hizo entrega a su familia la Medalla al Mérito de la Seguridad Vial. Esta distinción fue otorgada como reconocimiento a una larga y ejemplar trayectoria a favor de la movilidad y la seguridad vial. Al acto acudieron amigos, compañeros y familiares, y el galardón fue entregado por Pere Navarro, director general de Tráfico.